# Holografia tàctil
Un holograma tàctil empra una tècnica encara més complexa que l'holografia per làser per simular que l'objecte d'un holograma es pot tocar i ser manipulat. L'holografia és una tècnica mitjançant la qual es creen imatges d'un objecte en dues o tres dimensions. Per aconseguir-les, es fa ús d'un raig làser que les projecta de tal manera que aquestes simulin existir com un objecte físic tangible, encara que en realitat són intangibles., 
En l'actualitat es realitzen estudis i proves en laboratoris de diferents parts del món per aconseguir hologrames tàctils, no obstant això aquesta tecnologia encara no es troba totalment desenvolupada i no té un ús comercial massiu.

## Història de l'holograma tàctil
Al llarg de les últimes sis dècades, el concepte d'holograma s'ha anat popularitzant gràcies a les seves implicacions socials i tecnològiques. En els 60 es va generar per primera vegada un holograma definit, que inspiraria en dècades posteriors diverses idees per a històries de ciència-ficció com La guerra de les galàxies, Back to the Future o Star Trek. 
De fet, serà principalment al voltant de la indústria del cinema que la tecnologia de l'holograma s'ha anat desenvolupant a poc a poc des dels anys 60 fins a l'actualitat. S'han aconseguit avanços com a realitat augmentada per mitjà d'imatges holográficas, segells de seguretat per mitjà d'hologrames, representacions d'informació pública i diverses transmissions massives, així com esdeveniments musicals i esportius. Per exemple l'any 2008 es van usar efectes holográficos per a la cerimònia d'inauguració de les olimpíades celebrades a la Xina i en el 2010 es va dur a terme el primer concert holográfico al Japó.
El que en un primer moment va ser un avanç dins del camp de l'òptica va acabar convertint-se en idees i expectatives creades pel cinema, que ens mostra els diversos usos que tindria aquesta tècnica en la vida diària, els mitjans de comunicació, el món laboral i en les activitats d'oci. Aquests canvis són teòricament possibles mitjançant l'ús adequat dels recursos tecnològics i el desenvolupament de diferents tècniques com la del “Hand tracking” (seguiment de mans) o la “Airborne Ultrasound Tactile Display” (display tàctil aeri per mitjà d'ultrasò).

## “Hand tracking”
També anomenat “seguiment de mans”, és una tècnica que permet entrar coordenades tridimensionals a una computadora mitjançant perifèrics equipats amb sensors infrarojos.
Aquesta tècnica de reconeixement de formes funciona a través de diferents sensors ANAR, que col·locats estereoscópicamente poden captar els diferents moviments en les 3 dimensions de l'espai. La computadora assigna unes coordenades de tipus X-I-Z a la lectura dels sensors, permetent saber la ubicació precisa d'un punt a l'espai.
Qualsevol objecte captat pels sensors pot ser interpretat per la computadora com un “obstacle” o un cos amb el qual la imatge holográfica interactuarà per mitjà del “maneig de col·lisions”, a partir de sentències lògiques que defineixen el comportament de l'objecte (remuntant-nos de manera indirecta a la programació orientada a objectes).
A part d'això, ens permet també donar informació al dispositiu que projecta les imatges, amb la finalitat de manipular o transformar els objectes holográficos i així complir un dels reptes de l'holografia tàctil.

## “Airborne Ultrasound Tactile Display”
En espanyol, Display Tàctil Aeri per Ultrasò. Aquesta tècnica és una de les possibles solucions que es tenen pensades per donar a l'usuari informació tàctil del que aquesta “tocant”, a fi de saber què tipus de superfície o dimensió té l'objecte que podem observar, encara que aquest sigui en realitat intangible.
Aquesta tècnica funciona gràcies a un dispositiu creat per la Universitat de Tòquio al Japó. S'@tratar un emissor d'ones d'ultrasò que han estat modulades amb la finalitat de generar la sensació de tacte, en exercir una força específica en un espai determinat. Perquè això pugui dur-se a terme, el dispositiu s'ajusta a certa distància de l'objecte representat holográficamente amb la finalitat que les ones d'ultrasò coincideixin amb la imatge, produint a partir de partícules de llum i ones de so la il·lusió d'estar tocant un objecte real.
A més, aquesta tècnica és el primer pas en la solució al problema de com enviar informació a l'usuari que interactui amb imatges holográficas, ja que en ser tàctil, l'holograma es converteix en una eina amb forma física que pot ser modificada d'acord amb el que es necessiti. Això ha suposat alternatives de desenvolupament per a diferents aparells electrònics, que podrien substituir objectes com a teclats o ratolins per imatges holográficas tàctils.

## Possibles aplicacions
•	Mitjans de comunicació: Televisió, anuncis publicitaris, pel·lícules, videotrucades, etc.
•	Mitjans d'entreteniment: Videojocs, reproductors de diverses índoles, tabletas, etc.
•	D'ensenyament i laborals: Pissarres virtuals, conferències virtuals, dissenys en 3 dimensions, planificació de projectes, etc.

## Avantatges
•	Interacció amb imatges intangibles de manera més natural.
•	Interfícies d'ús més simples i intuïtives.
•	Ús de la realitat augmentada de manera més general i per a més àmbits quotidians.

## Desavantatges
•	Alts costos de producció.
•	Tecnologia encara en desenvolupament.
•	Falten estudis sobre el seu impacte en diferents àrees de l'ésser humà.